# 中和反应

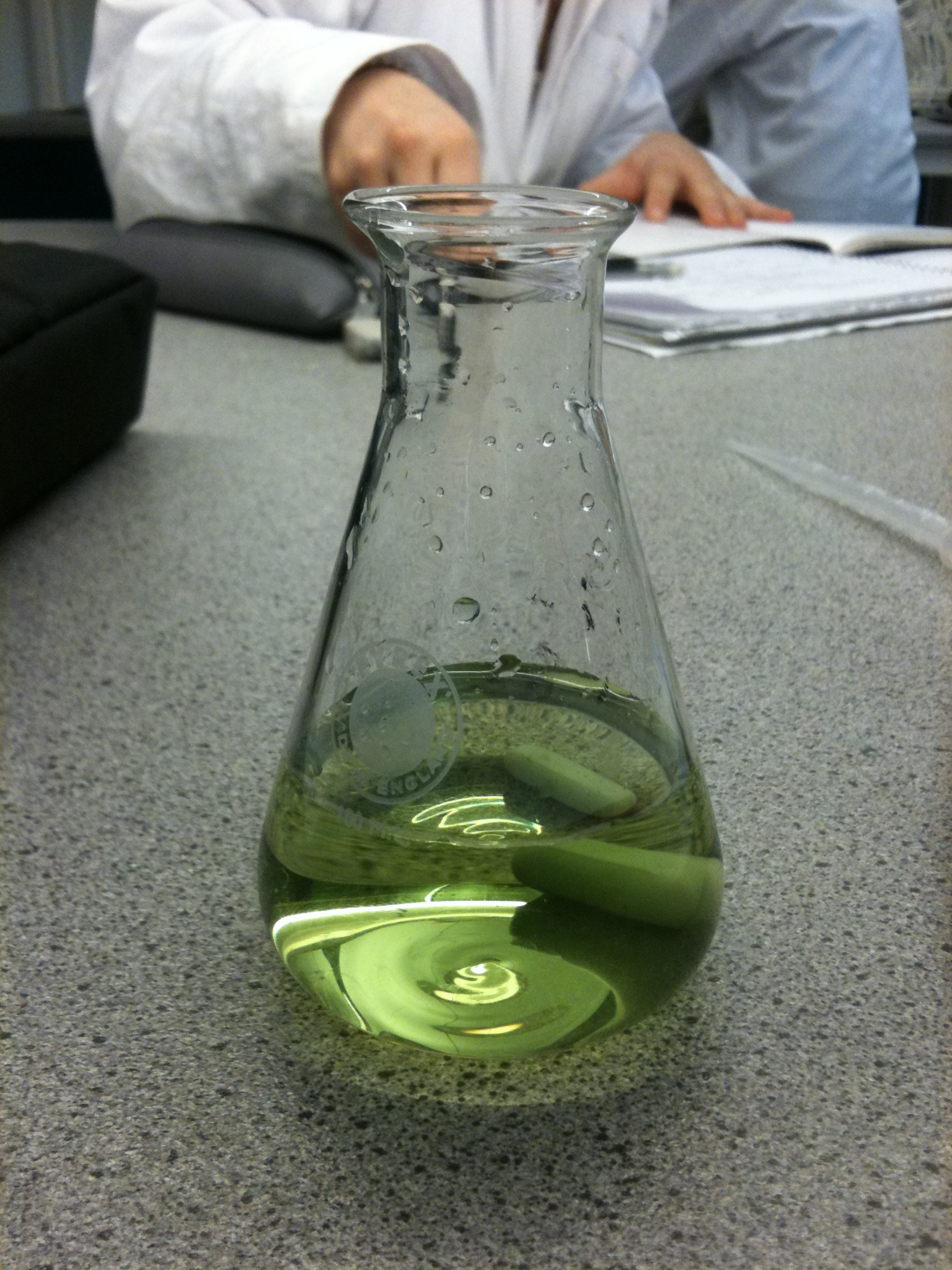
鹽酸和氢氧化钠之間的中和反應，加入了溴瑞香草藍作為指示劑

中和反应是化学反应中复分解反应的一种，是指酸和碱互相交换组分，生成盐和水的反应，在中和的過程中，酸裡的氫離子和碱中的氢氧根离子會結合成水。中和反应的过程会释放热量，属于放热反应，莫耳氫氧根和氫離子反應吸收57.30仟焦耳熱量。
一般来说，反应如此进行：
酸 + 碱→ 盐 + 水 + 熱量
例如，盐酸和氢氧化钠发生中和反应，產生氯化鈉和水：
HCl(aq) + NaOH(aq) → NaCl(aq) + H2O(l)
因为在这个反应中HCl和NaOH离解为离子，所以离子方程式是：
H+(aq) + Cl−(aq) + Na+(aq) + OH−(aq) → Na+(aq) + Cl−(aq) + H2O(l)
因为钠离子和氯离子都只是“旁观离子”，不包括在反应中，净离子反应式成为：
H+(aq) + OH−(aq) → H2O(l) ; ΔrH = −57.3 kJ mol−1

## 最終pH值
中和反應發生後最終產物的pH值不一定是7。如果一強酸與強鹼參與中和反應，除非濃度不一樣，否則其產物的pH則會是7左右，如強酸鹽酸和強鹼氫氧化鈉發生中和反應，產生氯化鈉和水。
- 若一弱酸與強鹼/強鹽基反應，最終產物的pH則會大於7。例如：弱酸醋酸與強鹼氫氧化鈉之間的反應。

CH3COOH + NaOH → Na+ + H2O + CH3COO-
其中，鈉離子為旁觀離子；醋酸則是一種不會完全電離的弱酸，並會在水中釋出氫氧根離子。
CH3COO- + H2O ⇌ CH3COOH + OH-
因此，反應最終的產物是鹼性的。
- 若一強酸與弱鹼/弱鹽基反應，最終產物的pH則會小於7。例如：強酸氫氯酸和弱鹽基CN-會反應並生成氯離子和氫氰酸。

CN- + HCl → Cl- + HCN
其中，氯離子為旁觀離子，生成的氫氰酸則為弱酸，會不完全電離並產生H3O+離子。
HCN + H2O ⇌ CN- + H3O+
因此，反應最終的產物是酸性的。
- 若一弱酸與弱鹼/弱鹽基反應，最終產物的pH則取決於參與反應的酸和鹼/鹽基的強弱度是如何了。

## 計算
被用作中和反應的酸和鹼/鹽基是需要同等的摩爾，因此
a × [A] × Va = b × [B] × Vb
其中a是酸可電離得的氢原子数目；b則為常數，表示了鹼/鹽基可接收H3O+離子的數目。
[A]和[B]分別為酸和鹼/鹽基的濃度；Va 和 Vb則分別代表了酸和鹼/鹽基的容量。

## 應用
- 酸鹼中和滴定利用了中和反應，以測定未知溶液的濃度。[2]
- 在污水處理方面，中和反應則常常用來減低水中污染物對環境的傷害，例如加入不同的化學品以控制污水的酸鹼度。[2]
- 抗酸藥則用以中和造成胃部和下食道不適的過多胃酸（其中主要的成份為氫氯酸），服用碳酸氫鈉亦可解決這個問題。
- 農夫常常加入熟石灰（氫氧化鈣）和石灰石（碳酸鈣）於泥土，以中和因呈酸性而難以讓植物生長的土壤。
- 使用弱鹼氨（NH3），中和硫酸及硝酸後製得的硫酸銨和硝酸銨可用作製造肥料。
- 人的皮膚被螞蟻叮過後會產生蟻酸，令皮膚痕癢，塗上適量的稀氨水或肥皂水（含有微鹼）可中和蟻酸，從而對皮膚痕癢起了緩和作用。